# Encephalartos woodii
Encephalartos woodii — вид голонасінних рослин класу саговникоподібні (Cycadopsida).
Етимологія: вшанування Медлі Вуд (англ. Medley Wood), куратора Дурбанських ботанічних садів, який відкрив цей вид.

## Опис
Рослини деревовиді; стовбур 6 м заввишки (найвищий зразок 7.3 м), 30–50 см діаметром (найтовщий зразок 91 см); 50–150 листків у кроні. Листки довжиною 150—250 см, темно-зелені, напівглянсові, складаються з 70–150 фрагментів; хребет листка зелений, прямий, жорсткий; черешок прямий, з 1–6 колючками. Листові фрагменти яйцеподібні; середні — 13–15 см завдовжки, 20–30 мм завширшки. Пилкові шишки довжиною 1-6, яйцеподібні, жовті, 20–40 см, 15–25 см діаметром.

## Поширення, екологія
Країна поширення: ПАР (Квазулу-Натал).

## Загрози та охорона
Останні стебла були всі свідомо видалені з дикої природи у 1916 році. Вид вирощують у ряді ботанічних садів.